# Vasil Bykaŭ
Vasil Vladímirovich Bykaŭ (en bielorruso: Васі́ль Уладзі́міравіч Бы́каў, en ruso: Василь Влади́мирович Быков; 19 de junio de 1924 - 22 de junio de 2003) fue un aclamado escritor bielorruso y soviético, figura pública, diputado durante varias legislaturas del Sóviet Supremo de la RSS de Bielorrusia, soldado en la Segunda Guerra Mundial, miembro de la Unión de Escritores Soviéticos, Héroe del Trabajo Socialista (1984), Escritor del Pueblo de la RSS de Bielorrusia (1980), Laureado con el Premio Lenin (1986), el Premio Estatal de la Unión Soviética (1974) y el Premio Estatal de la RSS de Bielorrusia (1978). 
La mayoría de sus obras son historias cuya acción transcurre durante la Gran Guerra Patria (Segunda Guerra Mundial) y en las que se muestra la elección moral de una persona en los momentos más dramáticos de la vida.

## Biografía
Nació el 19 de junio de 1924 en el pueblo de Bychki situado en el distrito administrativo (raión) de Ushachi del óblast de Vítebsk (República Socialista Soviética de Bielorrusia), en el seno de una familia de campesinos. Desde pequeño le gustó el dibujo. Se graduó de ocho clases de la escuela en el pueblo de Kublichi, luego estudió en el departamento de escultura de la Escuela de Arte de Vítebsk (1939-1940), que abandonó debido a la cancelación de becas, y en la escuela FZO (hasta mayo de 1941). En junio de 1941 aprobó los exámenes del décimo grado como alumno externo.
Cuando Alemania invadió la Unión Soviética Vasil Bykaŭ se encontraba en la RSS de Ucrania, donde participó en labores de defensa. Durante la retirada en Bélgorod, se quedó atrás de su columna y fue arrestado, Bykov casi fue fusilado como un espía alemán. En el invierno de 1941-1942 vivió en la estación de Saltykovka y en la ciudad de Atkarsk (óblast de Sarátov), donde estudió en una escuela de ferrocarril.

### Segunda Guerra Mundial
Reclutado en el Ejército Rojo en el verano de 1942, completó el curso de la Escuela de Infantería de Sarátov. En el otoño de 1943, después de graduarse se le otorgó el rango militar de subteniente. Participó en las batallas por la liberación de las ciudades de Krivói Rog, Alejandría, Znamenka.  A principios de 1944, durante la Ofensiva del Dniéper-Cárpatos resultó herido en la pierna y en el estómago (por error fue registrado como muerto); los acontecimientos posteriores a su herida en combate sirvieron de base para la historia «Los muertos no sufren», estuvo en el hospital durante tres meses. Luego participó en la Segunda Ofensiva de Jassy-Kishinev, en la liberación de Rumanía. Con el ejército activo, pasó por Bulgaria, Hungría, Yugoslavia, Austria; fue ascendido a teniente primero, ejerció como comandante de un pelotón de regimiento, luego artillería del ejército. En su libro de memorias «El largo camino a casa» «Долгая дорога домой» (2003)  recordó acerca de la guerra de la siguiente manera:

Siento una pregunta sacramental sobre el miedo: ¿tenía miedo? Por supuesto, tenía miedo, y quizás a veces era cobarde. Pero hay muchos miedos en la guerra y todos son diferentes. Miedo a los alemanes: que pudieran ser hechos prisioneros, fusilados; miedo debido al fuego, especialmente artillería o bombardeos. Si la explosión está cerca, parece que el cuerpo mismo, sin la participación de la mente, está listo para ser despedazado por el tormento salvaje. Pero también había miedo que venía de atrás, de las autoridades, de todos esos cuerpos punitivos, que no estaban menos en la guerra que en tiempos de paz. Aún más.

### Posguerra

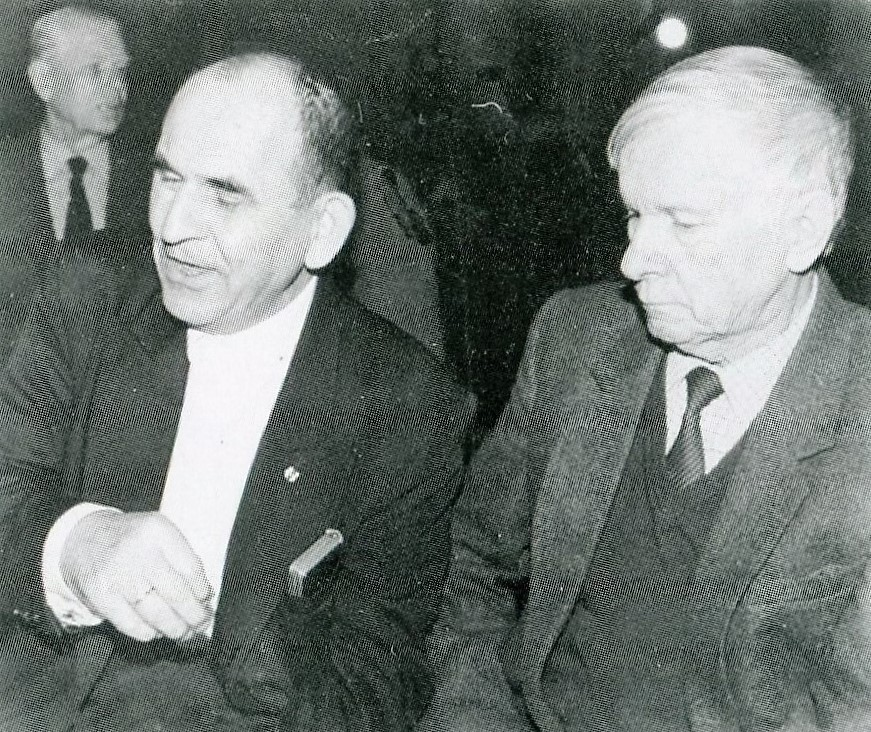
Sócrates Yanovich y Vasil Bykov en la Casa del Escritor en Minsk el 5 de octubre de 1996

Después del fin de la guerra, vivió en Grodno (desde 1947), trabajó en talleres, así como en la oficina editorial del periódico regional «Grodnenskaya Pravda» (hasta 1949). En el período de 1949 a 1955, nuevamente sirvió en el Ejército Soviético, en 1955 finalmente se retiró a la reserva con el rango de mayor. De 1955 a 1972, volvió a trabajar en el periódico Grodno Pravda. Desde 1959, fue miembro de la Unión de Escritores Soviéticos entre 1972 y 1978 fue Secretario de la rama de Grodno de la Unión de Escritores de la República Socialista Soviética de Bielorrusia. 
En 1978 se trasladó a Minsk. Fue elegido diputado del Sóviet Supremo de la RSS de Bielorrusia en 1978-1989.
En 1988 se convirtió en uno de los fundadores del Partido del Frente Popular de Bielorrusia. En 1988 fue miembro de la Comisión Estatal de Investigación de los Crímenes Soviéticos en Kurapaty. En 1989 fue elegido Diputado Popular de la URSS, ingresó en el Grupo de Diputados Interregionales. 
En las elecciones presidenciales de 1994, se convirtió en un confidente de Zenon Poznyak. Hablando de la derrota de Poznyak en las elecciones, escribió que a finales del siglo XX, el pueblo bielorruso «no estaba preocupado tanto por el problema del resurgimiento como por el problema de la supervivencia». Describió a Aleksandr Lukashenko como «un director pragmático y arrogante de una granja estatal, cuyas ideas eran tan simples como el zumbido de una vaca». pan, gasolina, gas, sin los cuales era imposible no solo «revivir, sino sobrevivir al invierno hasta la primavera».
Encabezó el comité organizador del mitin que tuvo lugar el 24 de marzo de 1996, en vísperas de la firma de los primeros acuerdos de integración entre Bielorrusia y Rusia. El mitin se convirtió en parte de la «Primavera de Minsk». El organizador del partido de la manifestación fue el Frente Popular Bielorruso.
Desde finales de 1997, vivió en el extranjero como refugiado político: al principio, por invitación del Centro PEN de Finlandia, vivió en las cercanías de Helsinki, luego, tras recibir una invitación del Centro PEN de la República Federal de Alemania, se mudó a Alemania y luego a la República Checa. En 1998 fue nominado al Premio Nobel de Literatura. Regresó a su tierra natal solo un mes antes de su muerte.
El logro literario de Bykaŭ radica en sus representaciones severamente realistas, aunque tocadas por el lirismo, de las batallas de la Segunda Guerra Mundial, por lo general con un pequeño número de personajes. En la ferocidad del encuentro se enfrentan a dilemas morales tanto frente a sus enemigos como dentro de su propio mundo soviético agobiado por limitaciones ideológicas y políticas. Este enfoque trajo viciosas acusaciones de «falso humanismo» por parte de algunos generales del Ejército Rojo y la prensa del Partido Comunista. Otras reseñas elogiaron su escritura intransigente. «Vasil Bykaŭ es un escritor muy valiente e intransigente, más bien con el sello de Solzhenitsyn», escribió Michael Glenny en Partisan Review en 1972. Bykaŭ fue uno de los escritores más admirados de la Unión Soviética. En 1980 recibió el título honorífico de Escritor del Pueblo de la República Socialista Soviética de Bielorrusia.

## Muerte y entierro

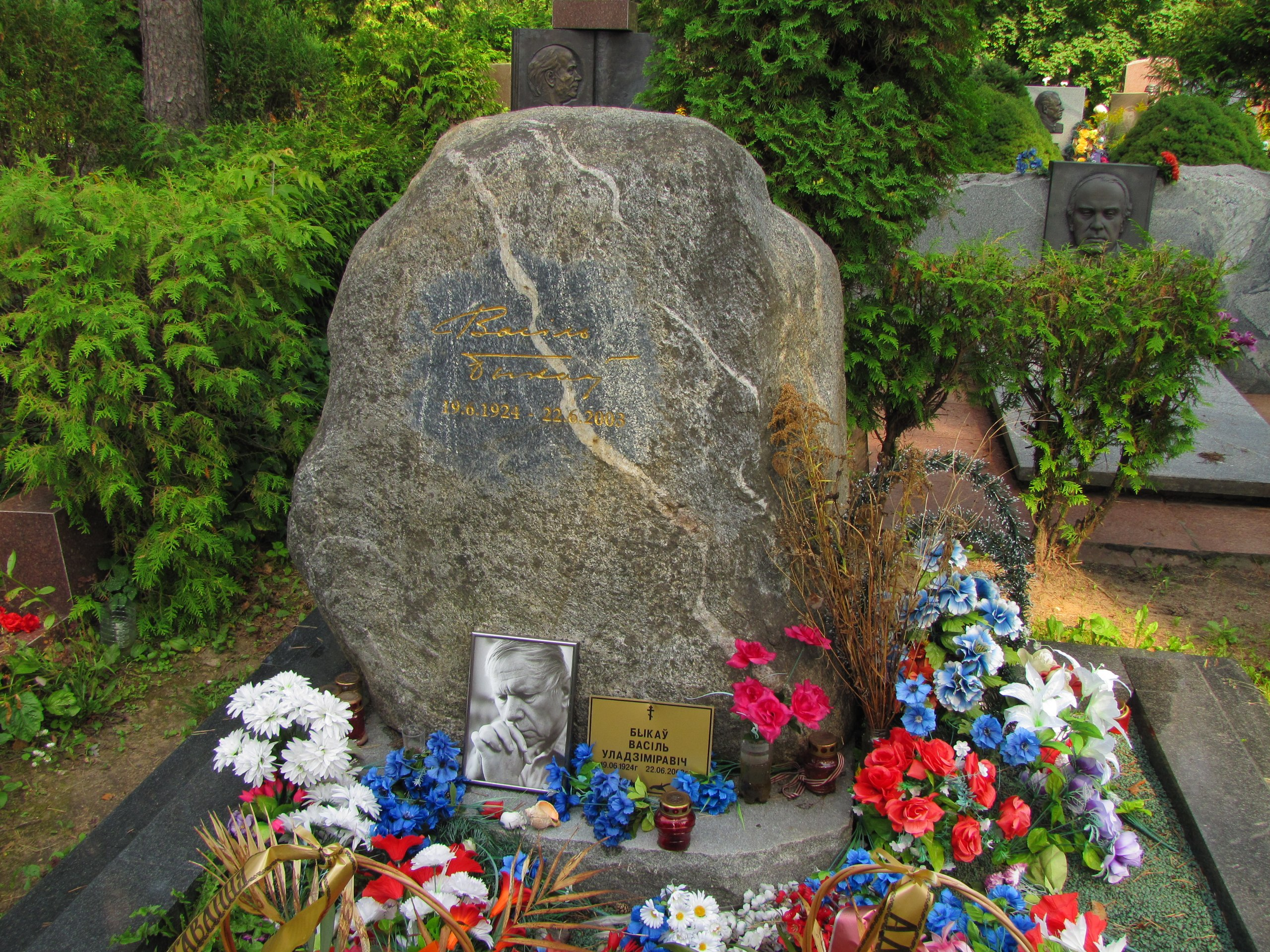
Tumba de Vasil Bykaŭ en el Cementerio Oriental en Minsk (Bielorrusia)

Vasil Bykov murió el 22 de junio de 2003 a las 20:30 horas de un tumor de estómago maligno en la unidad de cuidados intensivos del Hospital Oncológico de Borovlyany, cerca de Minsk. La ceremonia de despedida tuvo lugar el 25 de junio en la Casa de los Escritores de la capital, donde se celebró al escritor según el rito de la Iglesia greco-católica, y el féretro se cubrió con una bandera blanca-roja-blanca. Después del servicio fúnebre, la procesión fúnebre, cuyo número de participantes ascendió a unas cuarenta mil personas, se dirigió por la entonces avenida de Francysk Skaryna (hoy avenida Independencia) hasta el cementerio Moskovsky, donde Bykov fue enterrado en el conocido como «Callejón de los Famosos». Entre las numerosas delegaciones que llegaron al funeral se encontraban los reconocidos escritores: Yuri Chernichenko, Valentín Oskotsky, Rimma Kazakova, entre otros.
El presidente de la República de Bielorrusia, Alexandr Lukashenko, no estuvo en el funeral: estaba en una visita de trabajo en la región de Gomel. No obstante, se colocó una ofrenda floral en nombre del jefe de Estado en la tumba del escritor del pueblo, pero arrancaron las cintas con las palabras «Presidente» de la corona.

## Medallas y reconocimientos
- Orden de Lenin (1984)

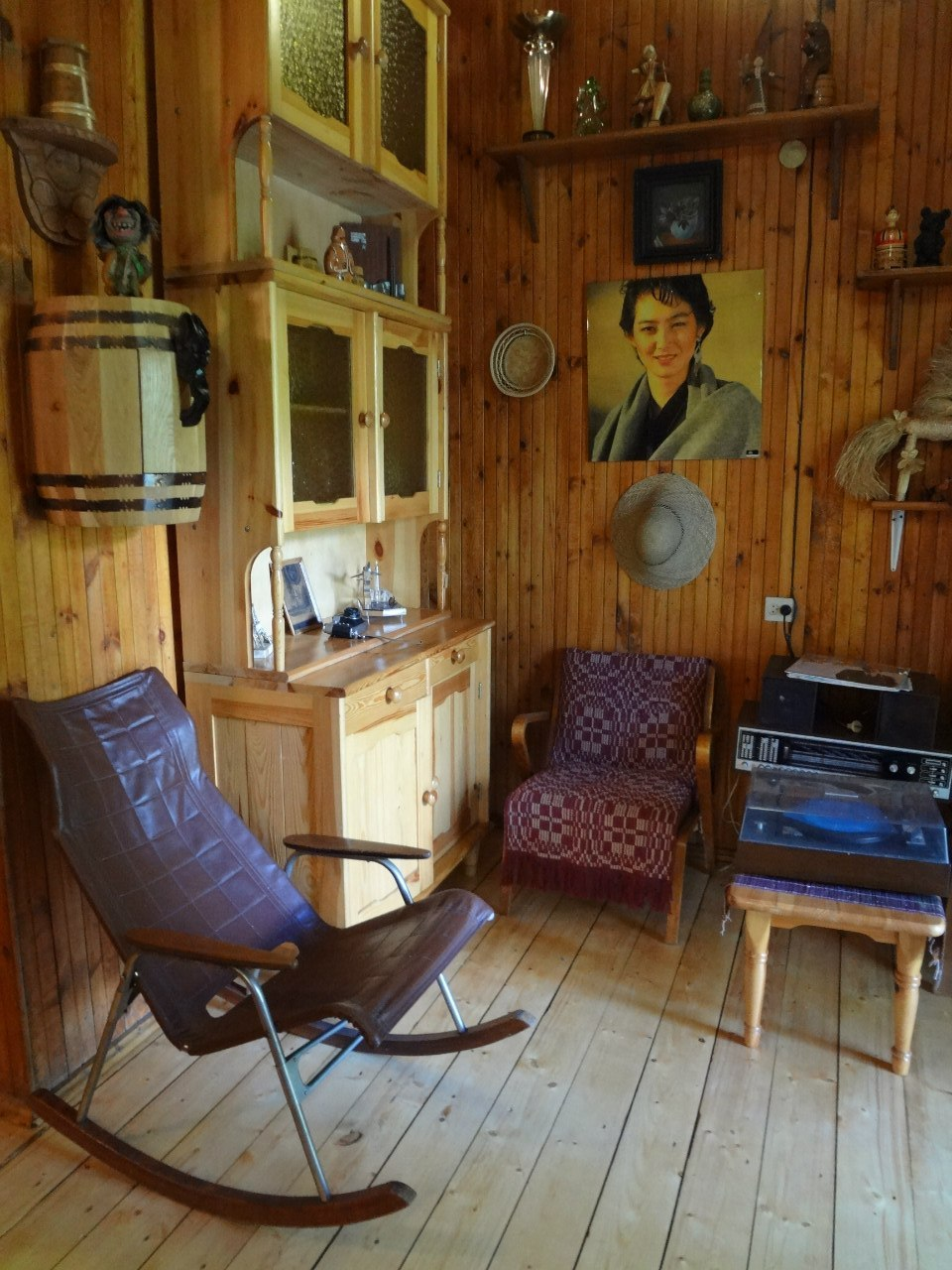
Museo del escritor bielorruso Vasil Bykaǔ

- Orden de la Estrella Roja (1944)
- Orden de la Bandera Roja del Trabajo (1974)
- Premio estatal Jakub Kolas de la RSS de Bielorrusia (por el cuento El tercer cohete, 1964)
- Medalla Conmemorativa del 20.º Aniversario de la Victoria en la Gran Guerra Patria de 1941-1945 (1965)
- Premio estatal de la URSS (por Vivir hasta el amanecer, 1974)
- Premio estatal Jakub Kolas de la RSS de Bielorrusia (por el cuento Manada de lobos y Su batallón, 1978)
- Escritor del Pueblo de la RSS de Bielorrusia (1980)
- Héroe del trabajo socialista (1984)
- Orden de la Guerra Patria de 1.er grado (1985)
- Premio Lenin (por Signo de desgracia, 1986)
- Orden de la Amistad de los Pueblos (1994)
- Orden de Francysk Skaryna (Bielorrusia, 1994)
- Premio Internacional de Oro San-Valentino (1998)

## Álgunas de sus obras más destacadas

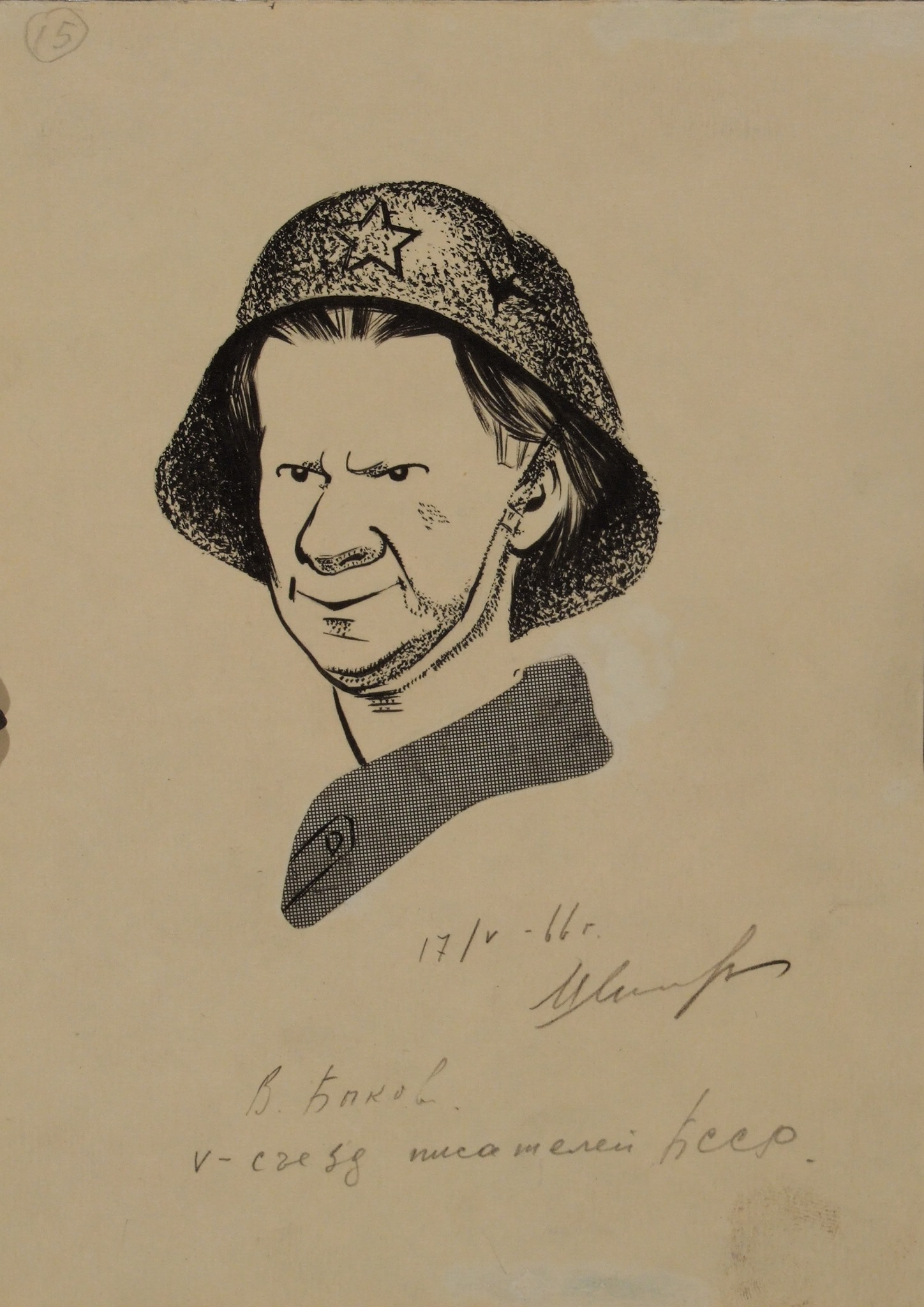
Caricatura de Vasil Bykau

- El último luchador - Последний боец (1957)
- Grito de grulla - "Журавлиный крик" (1959)
- Traición - "Предательство" (1960)
- Tercer Cohete - "Трэцяя ракета" (1962)
- Balada alpina - "Альпийская баллада" (1963)
- Una noche - "Адна ноч" (1965)
- Liquidación - "Ліквідацыя"; (publicado originalmente como" Sotnikov") (1970)
- El obelisco - "Обелиск" (1971, traducida al español)
- Vivir hasta el amanecer - "Дожить до рассвета" (1972)
- Manada de lobos - "Воўчая зграя" (1974)
- Su Batallón - "Яго батальён" (1975)
- Ir y no volver - "Пойти и не вернуться" (1978)
- El signo de la desgracia - "Знак беды" (1983, traducida al español)
- En la niebla - "У тумане" (1989)
- El muro -  "Сцяна" (colección de relatos cortos)
- El largo camino a casa - "Доўгая дарога да дому" (2003)

## Filmografía
Películas basadas en sus obrasː
- En la niebla (2012; novela del mismo título)
- Obrechyonnye na voynu (2009;  "Poyti i ne vernutsya")
- Ochnaya stavka (2008; cortometraje)
- Na Chernykh Lyadakh (1995)
- V tumane (1992; historia)
- Karer (1990; historia)
- Ego batalon (1989; historia)
- Kruglyanskiy most (1989; historia)
- Znak bedy (1987; historia)
- Okruchy wojny (1986; historia corta "Kruglyanskiy most"/"Tretya raketa")
- Dolgie vyorsty voyny (1981; historia)
- V území nikoho (1980; historia)
- Obelisk (1977; guion/historia)
- La ascensión (1977; novela "Sotnikov")
- Dozhit do rassveta (1977; guion/historia)
- Volchya staya (1975; historia)
- Zapandya (1966; guion/historia)
- Alpiyskaya ballada (1966; guion/historia)
- Tretya raketa (1963; guion/historia)